# Didymosphaeria minuta
Didymosphaeria minuta är en lavart som beskrevs av Niessl 1875. Didymosphaeria minuta ingår i släktet Didymosphaeria och familjen Didymosphaeriaceae.   Inga underarter finns listade i Catalogue of Life.